# Saccharomycotina
Saccharomycotina är en understam till stammen sporsäckssvampar och består av jäst. De bildar ingen askokarp, deras sporsäckar är nakna och de förökar sig asexuellt genom knoppning.
Vanlig bagerijäst Saccharomyces cerevisiae och släktet Candida som angriper människor tillhör denna understam.